# Scott Maxwell
Scott Maxwell (né le 20 janvier 1964) à Toronto au Canada est un pilote de course automobile international canadien. Il a notamment remporté des victoires de catégorie aux 24 Heures du Mans, 24 Heures de Daytona et aux 12 Heures de Sebring.

## Carrière
Scott Maxwell a concouru et remporté des titres en Formule Vee (1984), Formula Ford 1600 (1985 et 1986), Canadian National Showroom Stock (1992 et 1993) et Grand-Am / Continental Tire SportsCar Challenge GS (2002 et 2008, 2016). Il a également participé au Canadian GM Challenge, la Porsche Carrera Cup et la Pro Formula Ford 2000 series de 1986 à 1990. Il a participé à une course Indy Lights en 1992.
Un des moments forts de sa carrière s'est déroulé en 2000 lors des 24 Heures du Mans lorsqu'il a remporté la catégorie LMP 675 pour l'écurie canadinenne Multimatic Motorsports à bord d'une Lola B2K/40 à moteur Nissan avec ses compatriotes canadiens John Graham et Greg Wilkins,.
En 2003, Scott Maxwell, avec comme coéquipiers David Empringham et David Brabham, a remporté les 24 Heures de Daytona dans la catégorie Daytona Prototype. Cependant, la victoire au classement générale avait été remportée par une Porsche 911 GT3-RS de la catégorie GT.

## Palmarès

### Résultats aux24 heures du Mans
| Année | Écurie                           | Copilotes                          | Voiture                   | Classe | Tours | Pos. | Class Pos. |
| ----- | -------------------------------- | ---------------------------------- | ------------------------- | ------ | ----- | ---- | ---------- |
| 2000  | Multimatic Motorsports           | John Graham Greg Wilkins           | Lola B2K/40-Nissan        | LMP675 | 274   | 25e  | 1re        |
| 2001  | Team Ascari                      | Klaas Zwart (de) Xavier Pompidou   | Ascari A410 (en)-Judd     | LMP900 | 66    | Abd. | Abd.       |
| 2003  | Panoz Motor Sports               | Benjamin Leuenberger David Saelens | Panoz LMP-01-Élan         | LMP900 | 233   | Abd. | Abd.       |
| 2005  | Panoz Motor Sports               | Bill Auberlen Robin Liddell        | Panoz Esperante GTLM-Ford | GT2    | 32    | Abd. | Abd.       |
| 2006  | Multimatic Motorsport Team Panoz | Gunnar Jeannette Tom Milner Jr.    | Panoz Esperante GTLM-Ford | GT2    | 34    | Abd. | Abd.       |